# Eriocaulon infirmum
Eriocaulon infirmum är en gräsväxtart som beskrevs av Ernst Gottlieb von Steudel. Eriocaulon infirmum ingår i släktet Eriocaulon och familjen Eriocaulaceae.

## Underarter
Arten delas in i följande underarter:
- E. i. infirmum
- E. i. kurzii
- E. i. puberulentum